# Euphorbia brevitorta
Euphorbia brevitorta es una especie fanerógama perteneciente a la familia Euphorbiaceae. Es endémica de Kenia.

## Descripción
Es una pequeña planta perenne con hojas suculentas con dobles espinos en sus bordes. Muy densamente acolchada, suculenta, perennifolia alcanza un tamaño de 15 cm de altura; la raíz tuberosa grande, subterránea, con cortas ramas subterráneas que producen las plantas secundarias llena de hojas para formar una cúpula en forma de "colchón" de 15-100 cm de diámetro.

## Hábitat
Se encuentra en grietas de las rocas expuestas en un terreno inclinado generalmente pantanoso con drenaje libre, a una altitud de 1500-2000 metros.

## Taxonomía
Euphorbia brevitorta fue descrita por Peter René Oscar Bally y publicado en Flowering Plants of South Africa 33, t. 1288. 1959.
Etimología
Euphorbia: nombre genérico que deriva del médico griego del rey Juba II de Mauritania (52 a 50 a. C. - 23), Euphorbus, en su honor – o en alusión a su gran vientre – ya que usaba médicamente Euphorbia resinifera. En 1753 Carlos Linneo asignó el nombre a todo el género.
brevitorta: epíteto latino que significa "con cuello corto".